# Komlenac
Komlenac (szerbül: Комленац), falu Bosznia-Hercegovinában, Bosanska krajina területén, Kozarska Dubica községben, a Szerb Köztársaságban. 

## Fekvése
Bosznia-Hercegovina északi részén, Banja Lukától légvonalban 58, közúton 91 km-re északnyugatra, községközpontjától légvonalban és közúton 5 km-re nyugatra, az Una jobb partján és az Una folyóba ömlő Mlječanica folyó bal partján, 100 - 200 méteres tengerszint feletti magasságban fekszik. Áthalad rajta a Novi Gradot Kozarska Dubicával összekötő főút.

## Népessége
| Nemzetiségi csoport | Népesség 1991 | Népesség 2013 |
| ------------------- | ------------- | ------------- |
| Szerb               | 257           | 191           |
| Bosnyák             | 0             | 0             |
| Horvát              | 0             | 3             |
| Jugoszláv           | 13            | 0             |
| Egyéb               | 2             | 5             |
| Összesen            | 272           | 199           |

## Története
A település 1878-ig tartozott az Oszmán Birodalomhoz, ekkor a berlini kongresszus határozata alapján az Osztrák-Magyar Monarchia része lett. 1879-ben az első osztrák-magyar népszámlálás során a Kostajnicai járáshoz tartozó Čelebinci község részeként a falunak 25 háztartása és 186 ortodox szerb lakosa volt. 1910-ben a Bosanska Dubica-i járásban fekvő településen 56 háztartást és 310 ortodox szerb lakost találtak. A monarchia szétesésével 1918-ben előbb a Szerb-Horvát-Szlovén Királyság, majd 1929-től a Jugoszláv Királyság része. 1921-ben a községnek 58 háztartása és 363 lakosa volt. Jugoszlávia megszállása után a falu a Független Horvát Állam (NDH) része lett. 1945-től a település a szocialista Jugoszlávia része volt. A Bosznia-Hercegovinában zajló polgárháború idején a település a Boszniai Szerb Köztársaság része volt. Jugoszlávia felbomlása és a bosznia-hercegovinai háború során a falu nem szenvedett jelentősebb veszteségeket. 1995. szeptember 18-án és 19-én az Una horvát hadművelet keretében Kozarska Dubica község területét megtámadta a Horvát Köztársaság hadserege (HV). Ezt a támadást a Boszniai Szerb Köztársaság hadserege (VRS) és a helyi lakosság visszaverte. A daytoni békeszerződést követő területfelosztásnál a település, Kozarska Dubica község részeként a Szerb Köztársaság területéhez került.

## Híres emberek
Itt született 1957. január 26-án Milan Tepić a Jugoszláv Néphadsereg őrnagya, Jugoszlávia nemzeti hőse érdemrend utolsó kitüntetettje, aki a belovári laktanyaostrom során, mielőtt a horvátok a Barutana raktárt elfoglalták volna, magával együtt felrobbantott egy 1700 tonna lőszert tartalmazó raktárépületet.